# Aurélie Védy
Aurélie Védy (8 februari 1981) is een voormalig tennisspeelster uit Frankrijk. Zij begon met tennis toen zij zeven jaar oud was. Zij speelt linkshandig en heeft een tweehandige backhand. Zij was actief in het proftennis van 1998 tot en met 2013.

## Loopbaan

### Enkelspel
Védy debuteerde in 1997 op het ITF-toernooi van Les Contamines (Frankrijk). Zij stond in 1998 voor het eerst in een finale, op het ITF-toernooi van Gelos (Frankrijk) – zij verloor van de Belgische Justine Henin. In 1999 veroverde Védy haar eerste titel, op het ITF-toernooi van Maglie (Italië), door de Oekraïense Tatiana Kovaltsjoek te verslaan. In totaal won zij zes ITF-titels, de laatste in 2008 in Gardone Val Trompia (Italië).
Védy speelde nooit op een WTA-hoofdtoernooi. Zij nam één keer deel aan een grandslamtoernooi, op Roland Garros 2006, op basis van een wildcard.

### Dubbelspel
Védy behaalde in het dubbelspel betere resultaten dan in het enkelspel. Zij debuteerde in 1997 op het ITF-toernooi van Les Contamines (Frankrijk), samen met landgenote Cornelia Villemur. Zij stond in 1998 voor het eerst in een finale, op het ITF-toernooi van Dinan (Frankrijk), samen met landgenote Camille Pin – hier veroverde zij haar eerste titel, doordat hun tegenstandsters in de finale verstek lieten gaan. In totaal won zij 33 ITF-titels, de laatste in 2011 in Saint-Gaudens (Frankrijk).
In 2006 speelde Védy voor het eerst op een WTA-hoofdtoernooi, op het toernooi van Hasselt, samen met landgenote Sophie Lefèvre. Zij stond in 2010 voor het eerst (en voor het laatst) in een WTA-finale, op het toernooi van Estoril, samen met Russin Vitalia Djatsjenko – zij verloren van het koppel Sorana Cîrstea en Anabel Medina Garrigues.
Haar deelname op de grandslamtoernooien beperkte zich tot Roland Garros – haar beste resultaat is het bereiken van de tweede ronde, beide keren met landgenote Sophie Lefèvre. Haar hoogste notering op de WTA-ranglijst is de 85e plaats, die zij bereikte in mei 2009.

#### Gemengd dubbelspel
Védy speelde driemaal (op Roland Garros) in het gemengd dubbelspel. Haar beste resultaat is het bereiken van de kwartfinale, in 2010, samen met landgenoot Michaël Llodra.

## Resultaten grandslamtoernooien
| Legenda | Legenda                          |
| ------- | -------------------------------- |
| g.t.    | geen toernooi gehouden           |
| l.c.    | lagere categorie                 |
| –       | niet deelgenomen                 |
| G       | uitgeschakeld in de groepsfase   |
| 1R      | uitgeschakeld in de eerste ronde |
| 2R      | uitgeschakeld in de tweede ronde |
| 3R      | uitgeschakeld in de derde ronde  |
| 4R      | uitgeschakeld in de vierde ronde |
| KF      | uitgeschakeld in de kwartfinale  |
| HF      | uitgeschakeld in de halve finale |
| F       | de finale verloren               |
| W       | het toernooi gewonnen            |
| w-v     | winst/verlies-balans             |

### Enkelspel
| Toernooi        | 2006 |
| --------------- | ---- |
| Australian Open | –    |
| Roland Garros   | 1R   |
| Wimbledon       | –    |
| US Open         | –    |

### Vrouwendubbelspel
| Toernooi        | 2004 | 2005 |    | 2007 | 2008 | 2009 | 2010 | 2011 |
| --------------- | ---- | ---- | -- | ---- | ---- | ---- | ---- | ---- |
| Australian Open | –    | –    | –  | –    | –    | –    | –    |      |
| Roland Garros   | 1R   | 1R   | 2R | 2R   | 1R   | 1R   | 1R   |      |
| Wimbledon       | –    | –    | –  | –    | –    | –    | –    |      |
| US Open         | –    | –    | –  | –    | –    | –    | –    |      |

### Gemengd dubbelspel
| Toernooi        | 2007 |    | 2009 | 2010 |
| --------------- | ---- | -- | ---- | ---- |
| Australian Open | –    | –  | –    |      |
| Roland Garros   | 2R   | 1R | KF   |      |
| Wimbledon       | –    | –  | –    |      |
| US Open         | –    | –  | –    |      |

## Palmares
| Legenda                 |
| ----------------------- |
| Grandslamtoernooi       |
| Olympische Spelen       |
| Year-End Championships  |
| Premier Mandatory       |
| Premier Five / WTA 1000 |
| Premier / WTA 500       |
| International / WTA 250 |
| Challenger / WTA 125    |

### WTA-finaleplaatsen enkelspel
geen

### WTA-finaleplaatsen vrouwendubbelspel
| nr.              | finale     | toernooi    | ondergrond | partner            | tegenstandsters                        | score    |         |
| ---------------- | ---------- | ----------- | ---------- | ------------------ | -------------------------------------- | -------- | ------- |
| gewonnen finales |            |             |            |                    |                                        |          |         |
| geen             |            |             |            |                    |                                        |          |         |
| verloren finales |            |             |            |                    |                                        |          |         |
| 1.               | 2010-05-08 | WTA Estoril | gravel     | Vitalia Djatsjenko | Sorana Cîrstea Anabel Medina Garrigues | 1-6, 5-7 | details |